# Fan (admirateur)
Pour les articles homonymes, voir fan.
Un fan (anglicisme, abréviation de fanatic, littéralement « fanatique »), le supporteur, l'inconditionnel, l'adepte, ou « l'adhérent » en français est une personne qui éprouve une très forte admiration pour une personne, un groupe de personnes, une équipe de sport (dans ce cas on parle plus de supporter), etc.

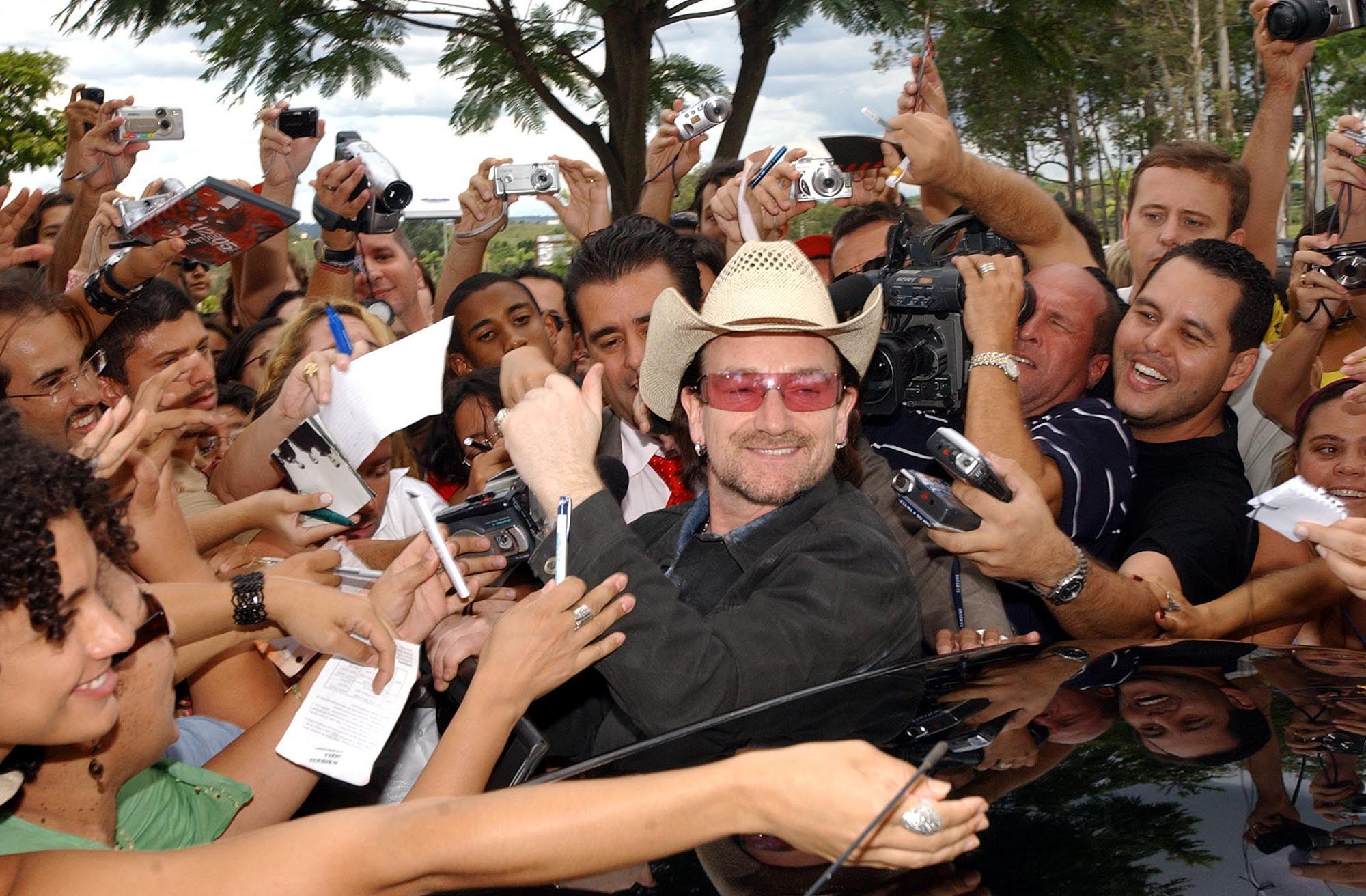
Le chanteur Bono entouré de fans
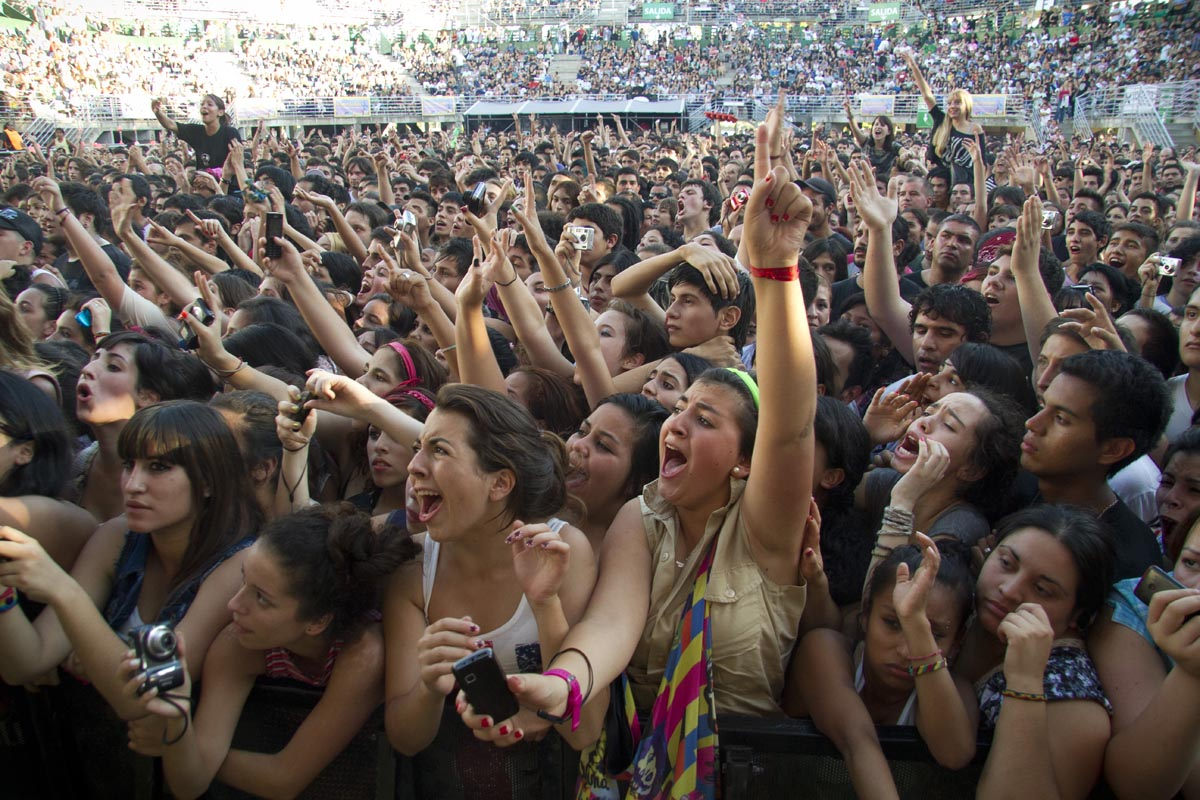
Des fans lors d'un récital à Buenos Aires, Argentine
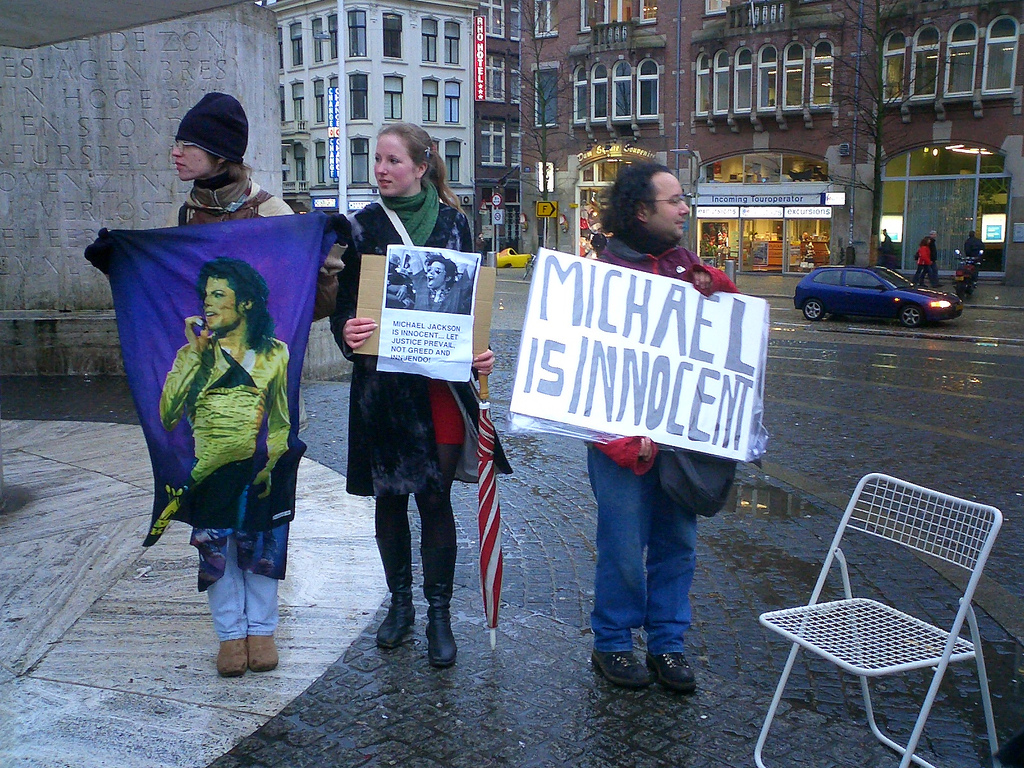
Fans de Michael Jackson sous la pluie à Amsterdam en 2004.

Un groupe de fan d'une même entité ou d'une même personne constitue son fandom. Ils peuvent montrer leur enthousiasme en créant un fan club, en tenant des conventions, ou en rédigeant des fanzines ou des fanfictions. Ils peuvent aussi envoyer du courrier, appelé Courrier de fans à la personne qu'ils admirent avec l'espoir d'une réponse.
Dans certains cas, l'attraction peut virer à l'obsession et le fan peut avoir des comportements jugés extrêmes, qui portent parfois des noms différents suivant le domaine. Citons par exemple, le hooliganisme dans le sport, les otakus dans la japanimation, les fanboys ou les nolife ou geeks dans l'informatique et le jeu vidéo.
Outre l'obsession, le fanatisme à l'égard d'une personne peut avoir des conséquences désastreuses et irréversibles, difficiles à comprendre.

## Étymologie
Le substantif, épicène « fan », prononcé [fan] en français standard, est un emprunt à l'anglais américain fan, substantif abréviation, par apocope, de fanatic et désignant initialement un « spectateur assidu et averti d'une rencontre sportive ».

## Explications commerciales
Il existerait deux types de fans classés selon l'organisation de leurs schémas de comportements et leur mode de fonctionnement vis-à-vis de la personne admirée :
- Fanatisme intériorisé : il ne cherche pas à établir de rapports directs avec la personne qu'il admire. Il peut ainsi idolâtrer la personne qu'il admire sous une apparence tout à fait anodine mais faire preuve d'un réel fanatisme à l'abri du regard des autres. Ainsi, certains fans ne parviennent pas à assumer leur admiration pour une personne.
- Fanatisme extériorisé : le fait que le fan admire son idole est tout à fait exposé à autrui. Il n'y a donc pas, comme dans le fonctionnement intériorisé, de volonté de déni de la part du fan. Il assume tout à fait son admiration et n'hésite pas à l'extérioriser de différentes façons, par exemple lors d'interactions avec l'idole ou vis-à-vis d'autrui. Ici, contrairement au fonctionnement précédent, le fanatisme est ouvertement perceptible et la gêne possible (pour la personne admirée et pour autrui-proche ou non du fan) est continue.

Il est à prendre en compte qu'un fan peut passer d'un mode de fonctionnement à un autre. Ainsi, son mode de fonctionnement n'est pas figé, mais évolue en fonction de différents paramètres difficilement contrôlables, tels que le degré d'accès à l'univers de la personne admirée.
Les fans intéressent l'action marketing. Dans leur imaginaire sur la personne admirée ils ont une certaine indépendance, et peuvent, par l'énergie et l'inventivité qu'ils déploient, influencer la stratégie de l'entreprise qui la fournit. Les fans ont un fort niveau de fidélité, et facilitent une relation à long terme entre une marque qui s'associe avec l'artiste et ses consommateurs ou consommatrices. Les fans donnent de la valeur à une marque. Ils la mettent en scène et lui donne de la visibilité. En ce sens, les communautés de fans produisent un travail.
Il existe différents modes de communauté. La communauté de consommation rassemble des individus sur la base d'un intérêt pour satisfaire un besoin ; la communauté de marque rassemble des individus autour d'une marque (marketing) ; la communauté de fans se rassemble autour d'un artiste.
Pour construire le récit de leur star, les fans passent par différentes étapes, qu'ils parcourent et reparcourent en permanence. Au départ, il s'agit de collecter de la matière première. Internet et les réseaux sociaux leur ont offert d'immenses ressources. Ils peuvent passer une journée à rassembler des informations sur Tokio Hotel, et continuer le lendemain. La deuxième étape est d'y mettre de l'ordre. Ils débattent sur le sens à accorder à un nouveau tatouage de Lady Gaga. Cette matière première évaluée, ils attribuent des comportements typiques à leur star. Ils échangent des anecdotes. Par exemple ils ont vu Michael Jackson protéger un spectateur de la foule pendant un concert, c'est donc qu'il aime les gens. Ensuite, ils repèrent ce qu'ils ne savent pas, ce qu'ils ignorent, ce qui est mystérieux, ce qui n'est pas dit. Ils ont conscience de n'avoir accès qu'à ce que l'on veut bien leur montrer, cela génère une frustration. Ils parviennent ainsi à l'étape suivante qui est de résoudre des énigmes : le comportement de la star ne correspond pas toujours à l'ordre qu'ils en ont élaboré. Une fois l'énigme découvert et décrit, la dernière étape qui est de mener une enquête. Pour cela ils font appel à un comportement imaginaire de scientifique ou de policier : ils recueillent des indices, ils recoupent des informations, ils font des investigations et des hypothèses. Toutes ces étapes mettent en jeu aussi bien des aspects personnels du fan que des aspects collectifs, dans les clubs ou forums auxquels il participe.

## Dans la fiction

### Littérature
- Misery, roman de Stephen King (1987) dans lequel un écrivain est recueilli après un grave accident par l'une de ses admiratrices, qui découvre que l'auteur a tué son personnage favori dans son nouveau livre et décide de le pousser à la ressusciter en employant des moyens extrêmes.

### Cinéma
- La Valse des pantins (King of comedy), film de Martin Scorsese (1983) dans lequel un animateur vedette (Jerry Lewis) est harcelé par un fan aspirant comique (Robert De Niro).
- Misery, film de Rob Reiner (1990), adapté du roman éponyme de Stephen King, avec Kathy Bates dans le rôle de la fan et James Caan dans celui du romancier.
- Backstage, film d'Emmanuelle Bercot (2005) avec Emmanuelle Seigner dans le rôle de la chanteuse vedette et Isild Le Besco dans celui de la jeune fan.
- Elle l'adore, film de Jeanne Herry.

### Musique
- Stan, chanson d'Eminem (2000) dans laquelle "Stan" est un fan obsédé par Eminem qui finit par se tuer lui et sa petite amie enceinte car son idole ne répond pas à ses lettres. Dans la suite de la chanson sortie en 2013, Bad Guy, le frère de Stan, lui-même obsédé par Eminem, se venge de son frère en tuant le rappeur. Le nom de la chanson est désormais une antonomase qualifiant un fan obsédé et fanatique ou tout simplement une communauté de fans se regroupant sous un même nom (exemples : Stans pour les fans d'Eminem, Beliebers pour les fans de Justin Bieber, Little Monsters pour les fans de Lady Gaga, Directioner pour les fans des One Direction, Army pour les fans de BTS, Blink pour les fans de Blackpink).